# Povrchový virulentní faktor
Povrchové virulentní faktory jsou exprimovány gram negativními bakteriemi a jsou nezbytné pro přežití bakterií v makrofázích a pro napadení eukaryotických buněk.
Tato rodina obsahuje mnoho bakteriálních a fágových Ail/Lom podobných proteinů. Yersinia enterocolitica exprimuje Ail protein, který je známým virulentním faktorem. Předpokládá se, že proteiny této skupiny obsahují 8 transmembránových beta skládaných listů a 4 externalizované smyčky. Ail přímo zahajuje buněčnou invazi. Jeho druhá smyčka obsahuje aktivní místo, které pravděpodobně slouží jako doména vážící receptor. Fágový protein Lom je exprimován během integrace bakteriofágové DNA do napadené buňky. Lom (lambda-outer membrane) protein je lokalizován na vnější bakteriální membráně a je homologem virulentních proteinů dvou dalších enterobakteriálních rodů.
Povrchové virulentní faktory, které na svém povrchu exprimuje Borrelia burgdorferi, pomáhají boreliím přežít uvnitř klíštěte (OspA, OspB, OspD), pomáhají přenosu do savčích hostitelů (OspC, BBA64), pomáhají adhezi na buňky hostitele (OspF, BBK32, DbpA, DbpB) a také pomáhají při úniku před imunitním systémem (VlsE). OspC spouští reakci přirozeného imunitního systému signalizací přes TLR1, TLR2 a TLR6 receptory.

## Příklady
Mezi virulentní faktory řadíme například:
- PagC exprimovaný bakterií Salmonella typhimurium. Tento protein je důležitý pro přežívání v makrofázích a způsobuje infekci myší.[2]
- Rck je povrchovým proteinem exprimovaným na povrchu Salmonella typhimurium a S. enteritidis.[3]
- Ail je produktem Yersinia enterocolitica; tento protein je schopný ovlivňovat bakteriální adhezi a invazi do epiteliálních buněk.[4]
- OmpX (outer membrane protein X) je produktem Escherichia coli; je nepostradatelný pro adhezi a proniknutí do savčích buněk. Zároveň je důležitý při protekci E. coli proti komplementovému systému hostitele.[5]
- Bakteriofág lambda exprimuje na svém povrchu protein Lom.[6]
- OspA/B (outer surface protein A/B) jsou lipoproteiny exprimované bakteriemi kmene Borrelia. OspA a OspB vykazují 53% podobnost v aminokyselinovém složení a velmi pravděpodobně obsahují stejné antiparalelní beta skládané listy, které jsou asociovány s vnější membránou bakterií přes lipidovaný NH2-terminální cysteinový zbytek.[7]
- OspC (outer surface protein C) je proteinem, jehož exprese vzrůstá při přenosu bakterií z klíštěte do savčího hostitele. OspC je důležitý pro uvolnění borelií z klíštěcích slinných žláz.[8] B. burgdorferi, které na povrchu nenesou OspC, mají výrazně nižší infekční kapacitu; zhruba s 800krát menší pravděpodobností přenesou bakterii do savčího hostitele.[8] Syntéza tohoto proteinu se snižuje po úspěšné transmisi z klíštěte do hostitele.[9] Produkce OspC vymizí zhruba dva týdny po infekci.[10]

## Struktura
Krystalová struktura OmpX (outer membrane protein X) z Escherichia coli odhalila, že OmpX obsahuje 8 antiparalelních beta barelů. Struktura obsahuje také dva pásy tvořené zbytky aromatických aminokyselin a nepolárních residuí, kterými se připojuje k membráně. Jádro beta barelu sestává ze sítě konzervovaných residuí. OmpX tvoří invertované micely. Části proteinu procházející membránou jsou mnohem více konzervované než externalizované smyčky. Navíc tyto smyčky formují beta barely, které v prostoru interagují s externími proteiny. Pravděpodobně tyto externalizované struktury slouží k adhezi na cílové buňky a usnadňují průnik baterií do cílových buněk. OmpX zároveň pomáhá bakterii chránit před komplementovým systémem, který by jinak bakterii zničil. OmpX vykazuje stejnou topologii beta listů jako jeho strukturně příbuzný protein OmpA (outer membrane protein A), jejich struktura se však liší v počtu vodíkových vazeb, kterými tyto proteiny mohou interagovat.
OspA získaný z bakterie Borrelia burgdorferi je netypickým povrchovým proteinem, který obsahuje dvě globulární domény, které jsou spojeny s jednou vrstvou beta listů. Tento protein je vysoce solubilní. Obsahuje velké množství Lys a Glu residuí. Tato residua vnášejí do systému velkou entropii, což znesnadňuje krystalizaci tohoto proteinu.